# Légendes et théories alternatives sur le naufrage du Titanic
Vous lisez un « article de qualité » labellisé en 2011.

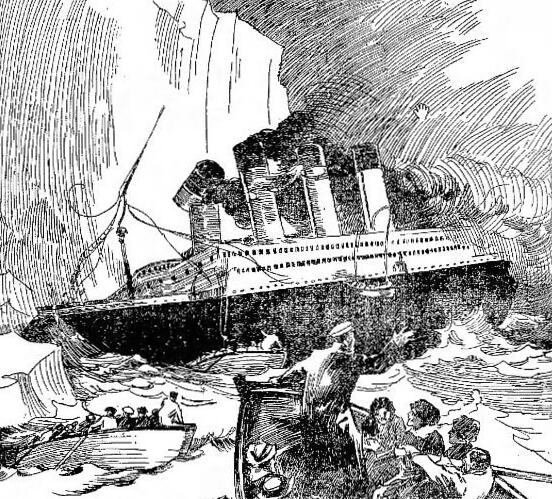
Le naufrage du Titanic a inspiré de nombreuses légendes urbaines.

De nombreuses légendes et théories alternatives sur le naufrage du Titanic sont nées après le déroulement des faits. Le naufrage du paquebot, dans la nuit du 14 au 15 avril 1912 a eu une profonde influence dans la mémoire collective. Les contemporains du naufrage, ainsi que les générations suivantes, ne parviennent en effet pas à comprendre comment un navire flambant neuf, aussi gros et puissant, a pu sombrer en moins de trois heures, entraînant avec lui près de 1 500 âmes. À une époque où mythes et malédictions fascinent, beaucoup y voient donc un signe du destin.
Certaines des légendes qui apparaissent alors sont fondées sur des événements et écrits vérifiables, tandis que d’autres relèvent de la pure invention. Les légendes les plus célèbres, et celles qui prêtent le moins à polémique, proviennent de sources antérieures au naufrage. Celles-ci présentent de surprenantes coïncidences avec les faits qui se sont déroulés dans la nuit du naufrage. Romans prémonitoires, présages, rêves étranges, suite d’incidents, momie égyptienne maudite : la catastrophe alimente de nombreuses rumeurs, entre autres dans les milieux ésotériques.
D'autres légendes ont été façonnées à partir de faits bien réels. À l’époque, le besoin impérieux de comprendre les raisons du naufrage a poussé bon nombre de journalistes à broder sur la réalité. Ainsi ont-ils mis en cause, entre autres, la vitesse du navire et sa prétendue insubmersibilité. Une autre théorie, plus récente, fait état d’un complot visant à escroquer les compagnies d’assurance : le Titanic aurait été échangé avec son frère jumeau l’Olympic. Même si ces légendes ont été réfutées depuis par des spécialistes, elles continuent d’alimenter l’imaginaire de certains.

## Un événement qui marque les esprits
Le 15 avril 1912, le monde apprend que le Titanic connaît des difficultés après avoir heurté un iceberg. Au cours de la journée, la nouvelle se précise, jusqu'à ce que, le premier, le New York Times annonce que le paquebot vient de sombrer dans l'Atlantique en faisant plus de mille victimes. L'événement attire ensuite une véritable bataille médiatique : chacun tente d'obtenir un témoignage inédit, et certains comme celui de l'opérateur radio Harold Bride se vendent à prix d'or. Les rédactions de tous les journaux sont mobilisées pour l'événement.
Ce naufrage est en effet marquant sur plusieurs points. La disparition de plusieurs personnalités comme John Jacob Astor et Benjamin Guggenheim choque l'opinion ; mais plus encore, la mort simultanée de plus d'un millier de personnes heurte durablement la sensibilité d'un monde qui n'a pas encore connu la Première Guerre mondiale. Le naufrage entraîne ainsi des retombées politiques, mais aussi culturelles, puisque le Titanic nourrit l'imaginaire collectif, notamment par le biais de nombreux films. Dans ce terreau fertile, il n'est donc pas étonnant que des croyances et légendes populaires aient vu le jour.

## Des légendes ésotériques

### Écrits coïncidents

#### Le Naufrage du « Titan »

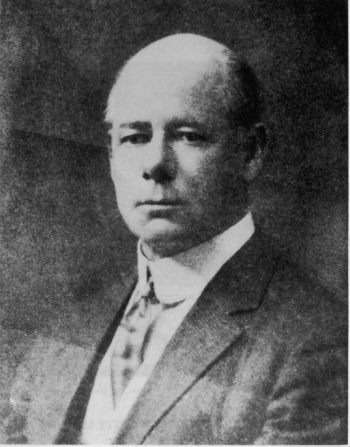
Morgan Robertson a écrit en 1898 Le Naufrage du « Titan », qui présente certaines similitudes avec le naufrage du Titanic.

En 1898, soit quatorze ans avant le naufrage du Titanic, Morgan Robertson publie un roman intitulé Futility, ultérieurement renommé The Wreck of the « Titan » (respectivement Futilité et Le Naufrage du «Titan»). Il y imagine un paquebot aux proportions gigantesques pour l'époque, le Titan. Long de 243 mètres (le plus grand paquebot de l'époque, alors en construction, est l’Oceanic, long de 214 mètres), il est considéré comme insubmersible par ses propriétaires grâce à ses nombreux compartiments étanches, et est lancé à pleine vitesse dans l'Atlantique Nord dans la mesure où une collision frontale avec un iceberg, « le seul objet flottant qu'il ne puisse vaincre », ne pourrait toucher assez de compartiments pour le couler. Le navire présente également un luxe et une puissance inégalés, et ses propriétaires envisagent de lui faire remporter un record de vitesse entre New York et Liverpool,.
Au cours de sa traversée, le paquebot heurte un iceberg par tribord, et sombre. Le navire n'étant pas pourvu d'assez de canots, le naufrage fait de nombreuses victimes. À la lumière du naufrage du Titanic, beaucoup commencent à voir ici une coïncidence troublante. Les points communs entre les deux navires sont en effet nombreux : tous deux sombrent en avril, heurtent un iceberg par tribord, transportent le nombre de canots de sauvetage requis par la loi, mais en nombre insuffisant, et sont les plus gros navires en exploitation à leur époque. Cependant, de grosses différences apparaissent également dans l'ouvrage, notamment quant au déroulement du naufrage, et des incohérences ponctuent le récit. Ainsi, le débat subsiste pour savoir si l'auteur (par ailleurs amateur de paranormal comme nombre de ses contemporains) avait prédit le naufrage du Titanic, ou si, en fin connaisseur du monde maritime, il s'était contenté d'anticiper des innovations prévisibles et une conséquence probable de celles-ci. Pour beaucoup en effet, un spécialiste de ce domaine aurait pu se douter que tôt ou tard, les navires deviendraient trop gros et sans moyens de sauvetage suffisants, et qu'un naufrage prendrait alors des proportions catastrophiques,.

#### Nouvelles de William Thomas Stead

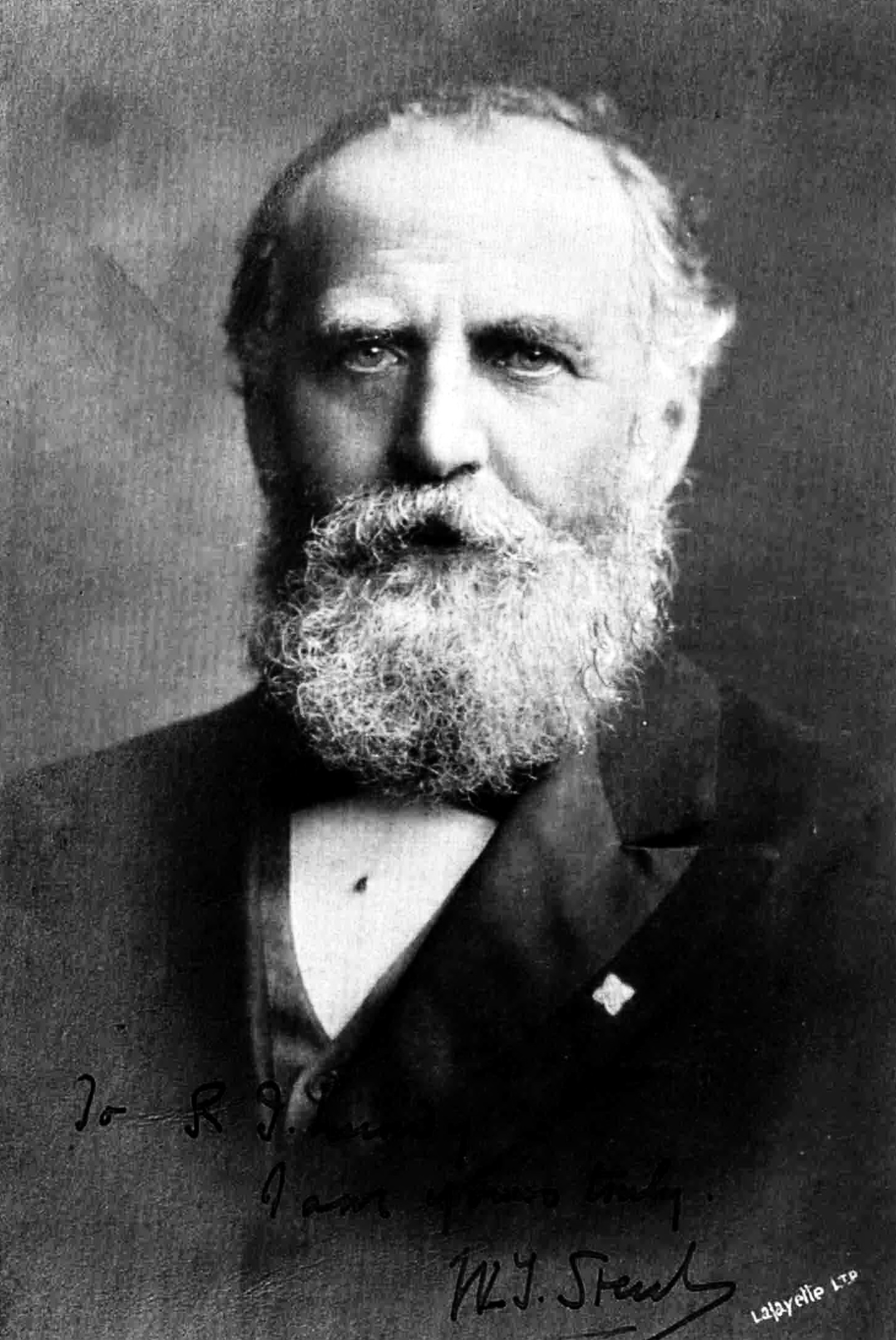
William Thomas Stead, auteur de plusieurs articles sur la sécurité en mer, a péri dans le naufrage.

Un autre auteur est régulièrement cité dans les ouvrages concernant le Titanic, William Thomas Stead. Stead est un journaliste réputé, rédacteur en chef de la Pall Mall Gazette puis de la Review of Reviews. Il a notamment apporté beaucoup à la présentation des journaux en introduisant gros titres, caricatures et éditoriaux pour attirer l'attention du lectorat. Homme de combats, il s'engage pour de nombreuses causes. Il lutte ainsi contre la prostitution enfantine et la pauvreté par le biais de tribunes publiées dans ses journaux. L'un de ses combats se trouve être la sécurité en mer et le manque de moyens de sauvetage.
En 1886, il rédige la nouvelle How the Mail Steamer went down in Mid Atlantic by a Survivor (Comment le paquebot poste sombra au milieu de l'Atlantique, par un survivant) pour The Pall Mall Gazette. Il y raconte comment un navire sombre après en avoir heurté un autre. Les victimes sont nombreuses à cause du manque de moyens de sauvetage. Stead conclut : « C'est exactement ce qui pourrait se produire et ce qui se produira si les paquebots sont envoyés en mer avec trop peu de canots. » L'auteur se livre à un exercice similaire en 1892 avec From the Old World to the New (De l'Ancien monde au Nouveau) dans lequel un médium voyageant à bord du Majestic de la White Star Line participe au sauvetage de passagers d'un navire coulé par un iceberg. Le Majestic existe réellement, et, dans la nouvelle comme dans la réalité, son commandant est Edward Smith. Vingt ans plus tard, l'homme commande le Titanic pour son voyage inaugural.
Stead est par ailleurs également un fervent amateur de spiritisme et consulte régulièrement des médiums. Il publie un magazine sur le sujet, Borderland, et se livre à des expériences d'écriture automatique dont il publie des extraits dans ses Lettres à Julia. En avril 1912, invité par le président William Howard Taft à une conférence sur la paix dans le monde, il embarque sur le Titanic et périt dans le naufrage. Cet ensemble de coïncidences prête de fait, comme l'ouvrage de Robertson, à débat entre les partisans d'une thèse surnaturelle et les défenseurs d'une approche plus rationnelle.

### Faits interprétés en mauvais présages

Les ouvriers irlandais des chantiers Harland and Wolff auraient vu dans le numéro de série du Titanic une attaque contre le pape.

Plusieurs événements survenus avant et pendant la traversée ont été considérés comme de mauvais présages pour le vaisseau.
Une première histoire raconte qu'au début de la construction du Titanic, son numéro de série est 390 904. Écrit à la va-vite et observé dans un miroir, certains y voient l'inscription « No Pope » (« Pas de pape »), ce qui trouble les ouvriers catholiques des chantiers Harland and Wolff de Belfast dans un contexte de tensions religieuses particulièrement fortes. Ceux-ci menacent de se mettre en grève, et il faut que Lord Pirrie, directeur des chantiers, explique qu'il ne s'agit que d'une coïncidence pour que le travail reprenne. Mais la vérité est tout autre : le Titanic n'avait pas de numéro de coque lors de sa construction. Il était identifié par le numéro de chantier 401 et sa désignation au registre du commerce était en fait le 131 428. En outre les ouvriers étaient quasiment tous protestants, le Pape n'avait donc aucune autorité sur eux.
De plus, une légende se répand à propos du navire : la construction irait à un rythme si effréné qu'un ouvrier serait mort emmuré dans la coque. Il n'en est rien, cependant. Un ouvrier périt en revanche à la suite d'un accident lors du lancement du navire. Il est parfois dit que le Titanic était maudit car il n'avait pas été baptisé. Il est vrai que la cérémonie du baptême accompagnée du bris d'une bouteille de champagne sur la coque n'a pas eu lieu. Cependant, ce n'est pas propre au paquebot. Les chantiers Harland and Wolff et la White Star Line s'accordaient en effet pour ne pas accomplir cette cérémonie, qui, si elle était ratée, pouvait entraîner son lot de superstitions.
La traversée apporte également quelques frayeurs aux passagers. Le jour de son départ dans le port de Southampton, le Titanic aspire dans son sillage le paquebot New York alors à quai, et manque de le heurter. Alors que les deux navires ne sont séparés que d'un mètre, l'habileté des équipages des remorqueurs permet d'éviter l'accident. Certains voient en cet incident un mauvais présage. Une lettre postée durant l'escale de Queenstown et rendue publique en 2007 montre ainsi que le passager Alfred Rowe n'appréciait pas le navire et avait été fortement marqué par l'incident. De même, le commandant en second Henry Wilde écrit à sa sœur peu avant le départ : « Je n'aime vraiment pas ce bateau… J'ai un drôle de sentiment à son propos,. »
Un dernier incident survient durant l'escale irlandaise de Queenstown. Alors que les transbordeurs embarquent et débarquent les passagers, un soutier monte au sommet de la quatrième cheminée du navire, factice, et fait peur aux passagers. L'apparition de cet homme au visage recouvert de suie terrifie les plus craintifs, et donne également lieu à des superstitions de toute sorte. Dans son témoignage The Loss of S.S. « Titanic », Lawrence Beesley raconte :

« Il était monté à l'intérieur pour faire une blague mais certains de ceux qui l'aperçurent virent là le signe d'un « mauvais présage », qui annonçait des dangers inconnus à venir. Une Américaine — qu'elle me pardonne si elle lit ces lignes ! — m'a raconté avec la plus profonde conviction et sincérité qu'elle a vu cet homme et attribue largement à ceci le naufrage du Titanic. Bêtises insensées, direz-vous ! Oui, tout à fait, mais pas pour ceux qui y croient ; et il n'est pas bon d'avoir de telles rumeurs de danger circulant parmi les passagers et l'équipage : il semble que cela ait une influence malsaine. »

### Légendes inventées de toutes pièces

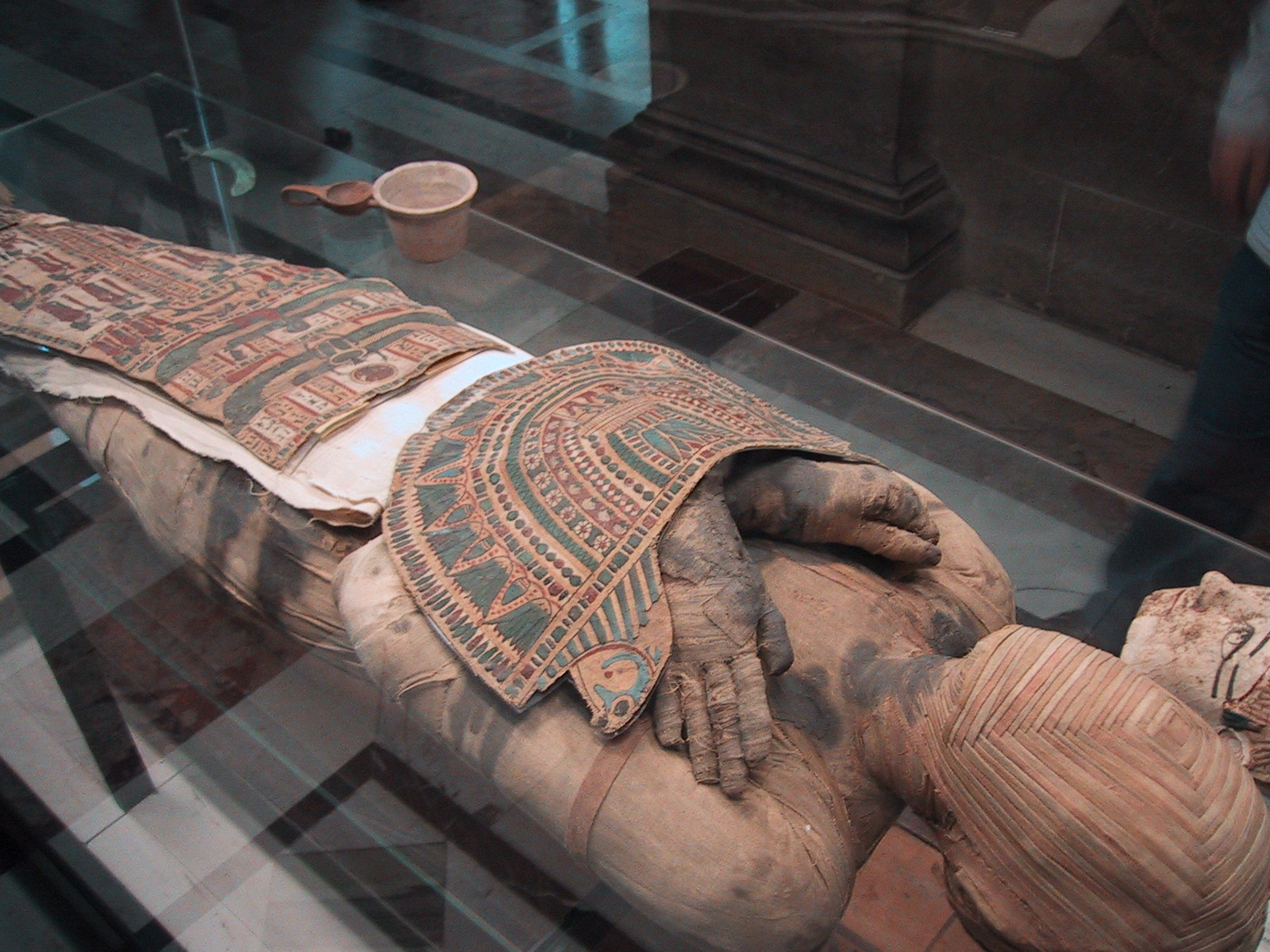
Une légende veut qu'une momie ait entraîné une malédiction sur le Titanic (image d'illustration).

Si les faits énoncés jusqu'ici sont avérés et ont, pour certains, été par la suite l'objet d'extrapolations au sujet desquelles les avis divergent, les légendes citées ici sont fausses, ou découlent de faits amplement transformés. Une légende tenace concerne une momie qui aurait maudit le navire. Elle varie selon les versions : il s'agirait parfois d'une momie livrée pour un collectionneur américain ; pour d'autres, ce serait John Jacob Astor qui la rapportait de ses vacances en Égypte. Dans tous les cas, la momie aurait maudit le navire et l'aurait fait sombrer. Cependant, aucune mention n'est faite d'une momie dans les manifestes de la cargaison du navire. Cette légende trouve ses origines dans une histoire de momie maudite qu'aurait racontée William Thomas Stead à ses compagnons de voyage durant la traversée.
Une autre légende concerne un chauffeur, Frank « Lucky » (ou « Lucks ») Tower, qui aurait survécu aux naufrages du Titanic, de l’Empress of Ireland et du Lusitania. Cependant, aucune liste d'équipage ne confirme son existence, et il s'agit fort probablement d'une légende urbaine inspirée de l'hôtesse Violet Jessop et du chauffeur Arthur John Priest (en) : tous deux ont survécu à la collision entre l’Olympic et le Hawke, au naufrage du Titanic et à celui du Britannic. Priest a également survécu à deux autres naufrages pendant la Première Guerre mondiale.
Une autre légende affiche au premier abord un certain rapport avec le naufrage du Titanic. Le 13 avril 1935, un cargo britannique, transportant du charbon de Newcastle upon Tyne à Halifax, se trouve en pleine nuit près de la zone où le Titanic a sombré. Un des veilleurs, William Reeves, raconte en 1967 avoir été soudainement saisi d'une angoisse, comme alerté par un sixième sens. Il n'aurait pu s'empêcher de crier « Obstacle droit devant ! ». Un iceberg aurait alors jailli de l'obscurité et le cargo se serait arrêté devant lui, avant d'être bloqué par les glaces. Selon Reeves, le navire se trouvait alors à la position exacte du naufrage du Titanic. Plusieurs sources, en particulier Philippe Masson dans son ouvrage Le Drame du Titanic, mentionnent également que Reeves était né le 15 avril 1912, le jour où le Titanic sombra. En réalité, ce cargo, qui par coïncidence s'appelait le Titanian, était assez éloigné de la position du naufrage, et les rapports font état de dégâts lors d'une collision avec la glace.

## Réinterprétation des faits et théories alternatives

### Relecture contemporaine des faits

#### Une blasphématoire insubmersibilité

Bien que le qualificatif d'insubmersible ait été appliqué à de nombreux navires, il fut considéré comme une offense envers Dieu. Les propriétaires du navire s'étaient, pour leur part, contentés de vanter la composition robuste du paquebot.

L'histoire retient souvent que le Titanic avait une réputation d'insubmersibilité forgée par ses propriétaires, et que, par ironie du sort, le paquebot insubmersible a coulé. Il s'agit d'une vision erronée des choses. Ni la White Star Line, ni les chantiers Harland and Wolff ne se sont jamais avancés sur l'insubmersibilité du Titanic avant son naufrage. Le magazine nautique The Shipbuilder avait en revanche parlé des compartiments étanches des navires de classe Olympic, qui les rendaient « pratiquement insubmersibles ». Ceci a progressivement conduit à une réputation d'insubmersibilité aux yeux d'un public très confiant envers les évolutions technologiques de l'époque. Ce sentiment est renforcé par un certain nombre de catastrophes évitées par le passé. Ainsi, en 1879, l’Arizona, plus grand paquebot du monde, heurte un iceberg de plein fouet. Ses cloisons étanches le protègent cependant et lui permettent d'atteindre la terre ferme sans qu'il n'y ait de victimes. Il en est de même avec le Republic qui, éperonné par un autre paquebot en 1909, coule en près de 38 heures, ne faisant que cinq victimes.
L'idée de navire insubmersible n'est pas liée exclusivement au Titanic. En 1907, le commandant Edward Smith déclare à propos de l’Adriatic qu'il n'imagine pas de situation pouvant couler le navire. Pour beaucoup de passagers du Titanic, l'idée que leur navire était insubmersible est cependant présente. Ainsi, un passager canadien écrit dans une lettre qu'il voyage sur « un nouveau paquebot insubmersible ». De même, après le naufrage, le Daily Mirror se plaît à rappeler qu'un membre d'équipage aurait déclaré que « Dieu lui-même ne pourrait couler ce navire ».
La pensée selon laquelle le Titanic est une insulte envers Dieu, et est par conséquent maudit, se retrouve également à bord du navire. Eva Hart, alors âgée de sept ans, raconte ainsi que sa mère dormait le jour et veillait la nuit durant la traversée, certaine qu'un malheur surviendrait.

#### Une vitesse excessive

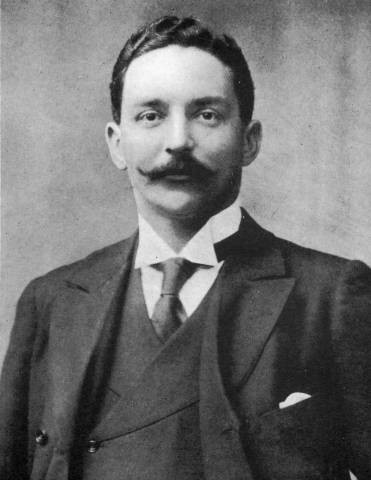
Une théorie voudrait que le président de la White Star Line, Bruce Ismay, ait influencé la vitesse du navire.

Il est généralement admis que le Titanic naviguait trop vite dans une zone de glaces dangereuse, et que cette vitesse est l'un des facteurs ayant entraîné la collision avec l'iceberg. Cependant, cette vitesse n'est pas élevée en regard des pratiques de l'époque. Lorsque la commission britannique sur le naufrage menée par Lord Mersey l'a interrogé, le capitaine Pritchard du Mauretania a déclaré : « Tant que le temps est clair, je vais toujours à pleine vitesse. 26 nœuds. » Gerhard Apfel, superintendant de la Red Star Line, a pour sa part déclaré : « Je pense que tous les commandants vous donneront la même réponse ; ils ne ralentiront pas à moins que le temps ne devienne brumeux. » De même, durant cette commission d'enquête, le deuxième officier Charles Lightoller déclare que sur les 24 dernières années, dont il a passé une grande partie sur l'Atlantique, jamais la vitesse n'a été réduite en sa présence.
Il est parfois avancé que le Titanic a été lancé à pleine vitesse (entre 21 et 22 nœuds le soir du naufrage) dans l'espoir de permettre à la White Star Line de conquérir le Ruban bleu, récompensant la traversée la plus rapide de l'Atlantique. Cependant, la vitesse maximum que pouvait atteindre le paquebot est évaluée à 24 ou 25 nœuds. Or, le Mauretania, alors détenteur du Ruban bleu depuis 1907, avait établi un record à une vitesse supérieure à 26 nœuds. Cette théorie est donc erronée.
Il est également avancé que le président de la White Star Line, Joseph Bruce Ismay, aurait tenté d'influencer le commandant Smith pour que le navire arrive à New York le mardi soir au lieu du mercredi. Le témoignage d'une passagère, Elizabeth Lines, tend à corroborer cette hypothèse. De même, la veuve de l'homme d'affaires Arthur Ryerson fait une déclaration dans ce sens, qui est probablement mensongère. Cependant, plusieurs arguments tendent à indiquer que le Titanic devait bel et bien arriver le mercredi à New York. Une cérémonie était en effet prévue, et une arrivée en avance aurait posé des problèmes d'organisation. Par ailleurs, des photographies prises par Francis Browne le jour du départ montrent que le paquebot a un temps procédé à des essais de machines et adopté une trajectoire en zigzag qui ne concorde pas avec une tentative de record quelconque. Enfin, Ismay s'était fortement opposé, lors de la traversée inaugurale de l’Olympic un an plus tôt, à une arrivée le mardi soir au lieu du mercredi.
Quoi qu'il en soit, rien n'est finalement reproché à Ismay par les commissions sur le naufrage. La commission d'enquête britannique conclut que la vitesse du navire était due à l'habitude et à une pratique fortement ancrée, et que le naufrage a permis de démontrer que cette pratique n'était pas adaptée.

### Théories alternatives sur le naufrage

#### Incendie dû au charbon
En 2004, l'ingénieur américain Robert H. Essenhigh a avancé une théorie selon laquelle la vitesse excessive du Titanic aurait été due à un incendie dans ses soutes à charbon qui ne pouvait être éteint qu'à New York, qu'il fallait donc atteindre le plus vite possible. Cette théorie se fonde sur un fait avéré. Le 2 avril 1912, un incendie a bien été relevé dans la soute à charbon no 10. Il s'agit d'un cas de combustion spontanée, chose fréquente à bord des navires.
L'incendie est rapidement maîtrisé, mais il faut attendre le 13 avril pour qu'il soit totalement éteint. Cependant, aucun dégât n'est relevé sur la cloison étanche proche, et l'incendie n'a eu aucun rôle dans le naufrage. Qui plus est, dans la mesure où l'incident a été résolu la veille du naufrage, il ne peut justifier la vitesse du navire ce jour-là.

#### Des joints de dilatation trop faibles?

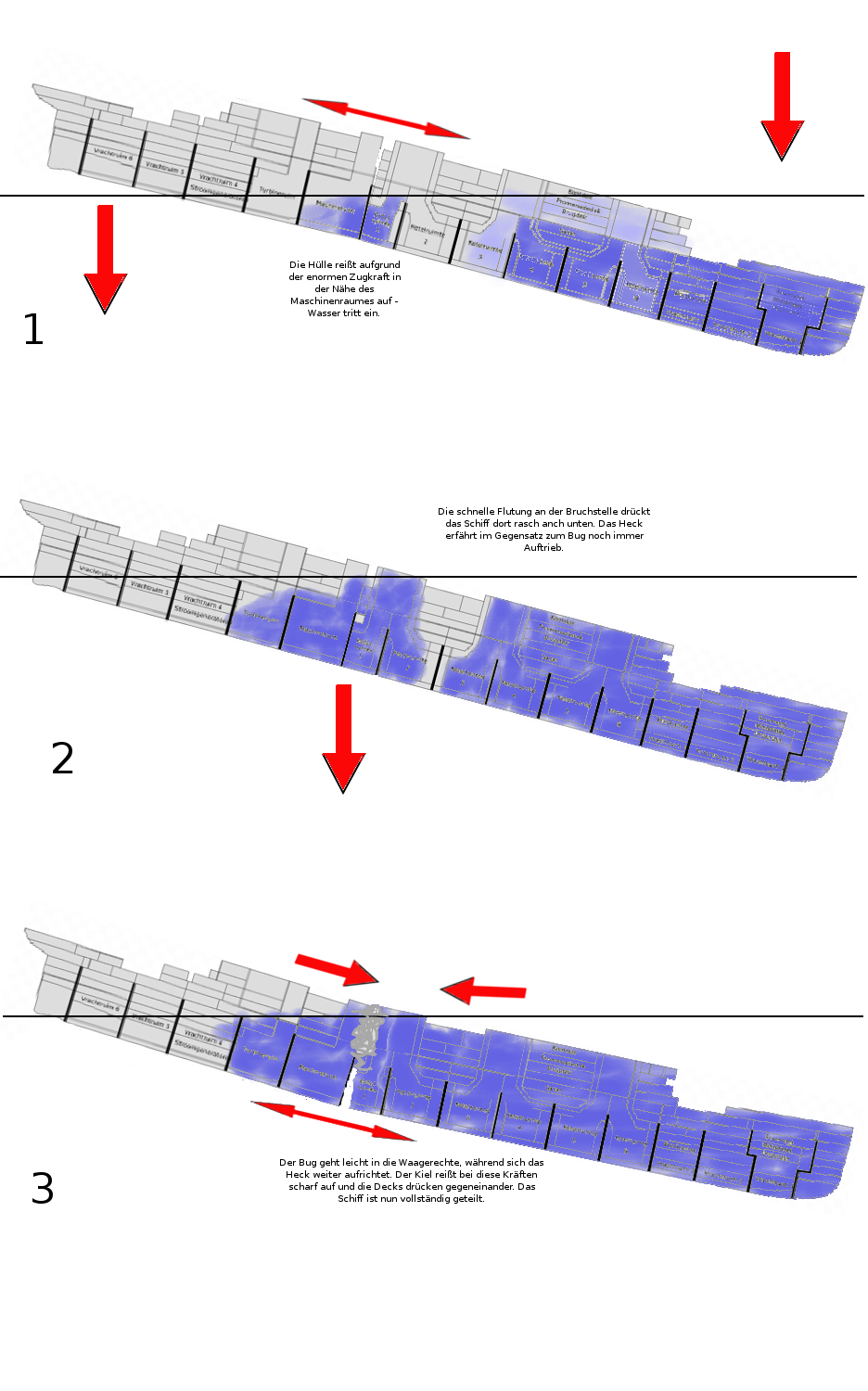
La théorie de Robert Long suppose que le navire se serait brisé par le bas plutôt que par le haut, à cause de ses joints de dilatation.

Jusqu'à la découverte de l'épave du Titanic en 1985, un doute subsistait sur le fait que le navire se soit brisé en deux parties. Ce doute est désormais effacé, et il est certain que le paquebot s'est déchiré entre la troisième et la quatrième cheminée lors de son naufrage. Un doute subsiste sur le rôle joué par les joints de dilatation du navire. Il est généralement considéré que leur rôle a été minime, sinon nul.
Un documentaire produit par History Channel [Quand ?] a conduit à de nouvelles études sur le sujet. L'architecte Robert Long a ainsi développé une théorie selon laquelle le joint arrière a affaibli le navire, qui s'est par ailleurs brisé à un angle faible avec la surface de la mer. Ce sentiment semblait renforcé par le fait que les joints du Britannic ont par la suite été améliorés. Cependant, des simulations informatiques ont montré que cette théorie ne fonctionne pas. C'est dans un souci de confort[pas clair] que le Britannic a été amélioré, et les joints n'ont pas joué dans le naufrage du Titanic car ils ne concernaient que la superstructure du navire. Leur faiblesse ne permet donc pas d'expliquer la cassure.
Le fait que le Titanic se soit brisé en un point précis trouve ses origines dans l'agencement intérieur du paquebot. Le navire s'est brisé là où sa structure est la moins résistante. L'espace entre les deux cheminées arrière abrite en effet le Grand Escalier arrière et la salle des machines, qui sont de grands espaces vides.

#### La théorie de l'échange de navires

##### Exposé de la théorie

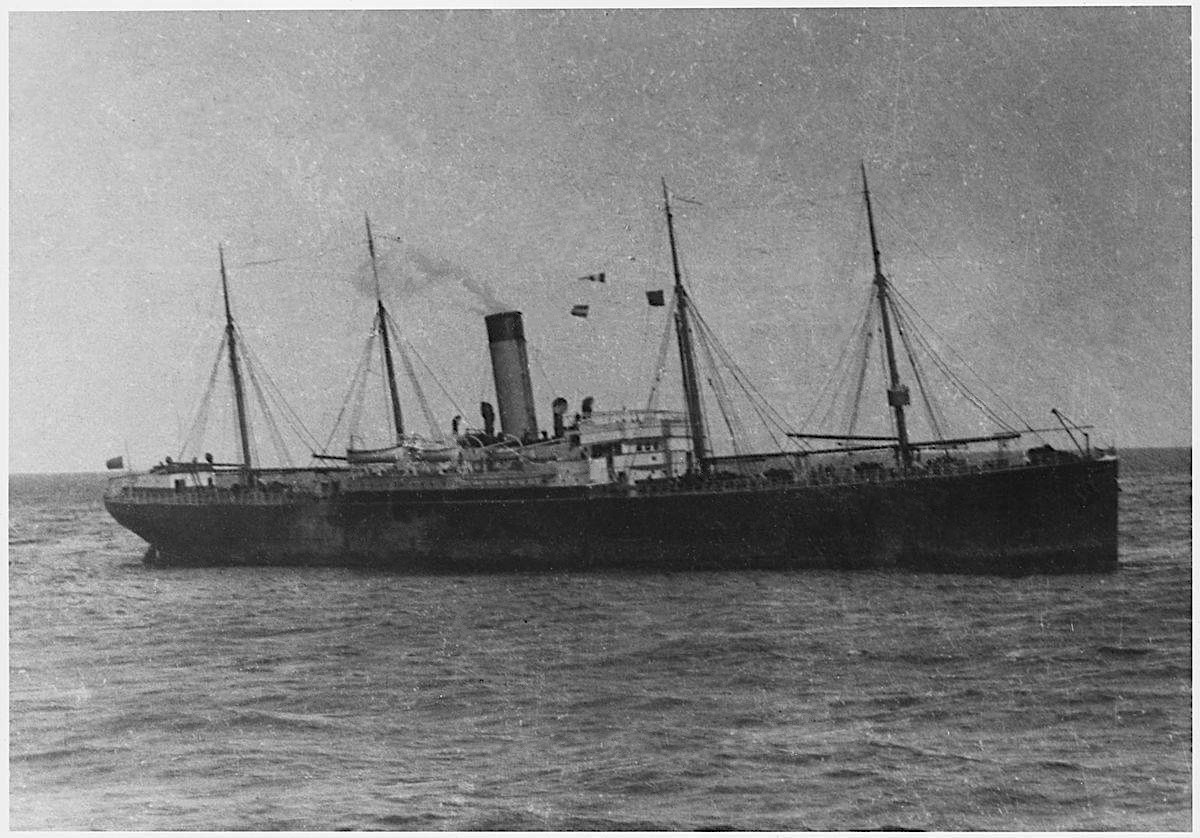
Selon Robin Gardiner, le Californian a été complice d'une escroquerie qui aurait mal tourné.

Robin Gardiner et Dan van der Vat ont publié en 1996 l'ouvrage The « Titanic » Conspiracy (Le Complot du « Titanic »), suivi l'année suivante par l'ouvrage de Gardiner seul, « Titanic », The Ship That Never Sank (« Titanic », le navire qui n'a jamais coulé),. Ces auteurs y exposent une théorie selon laquelle le Titanic et son jumeau l’Olympic auraient été intervertis dans le cadre d'une escroquerie à l'assurance menée par la White Star Line, escroquerie qui ne se serait pas déroulée comme prévu.
La théorie trouve son fondement dans des événements réels. En septembre 1911, alors que le Titanic est encore en construction, l’Olympic entre en collision avec le croiseur Hawke dans le port de Southampton. Selon Gardiner, le paquebot est très fortement endommagé par l'incident, et ne peut être réparé qu'après de coûteux et longs travaux. La White Star Line aurait alors choisi de remplacer l’Olympic par le Titanic, dont Gardiner pense qu'il coûtait nettement plus cher. Ce serait donc le Titanic qui après les « réparations », aurait pris la mer pour une carrière de près de 25 ans.
À l'inverse, l’Olympic aurait été réparé à la va-vite et présenté comme le Titanic. Début avril 1912, il aurait subi ses essais en mer, écourtés car le navire ne pouvait supporter de grandes vitesses, puis serait parti en service pour sa « traversée inaugurale ». Le but de celle-ci serait en réalité de trouver un moyen de récupérer l'assurance du Titanic en coulant l’Olympic, moins coûteux. Le navire devait alors rejoindre un point de rendez-vous défini dans l'Atlantique Nord où l'auraient retrouvé deux navires de secours : le Californian et un navire inconnu. Le faux Titanic aurait ensuite été sabordé par l'équipage sur ordre des trois officiers les plus gradés (le commandant Smith, son second Wilde et le premier officier Murdoch), seules personnes au courant de la machination. Ces trois hommes étant morts dans le naufrage, cela explique selon Gardiner que personne n'ait dénoncé l'escroquerie. Les passagers auraient, dans l'intervalle, pu être transbordés sur les navires de secours.
Cependant, les événements ne se seraient pas déroulés comme prévu, et le faux Titanic aurait heurté le navire de secours non identifié, causant au navire des dégâts irréparables qui l'auraient fait couler plus rapidement que prévu. La glace aperçue sur le pont par les passagers serait tombée des fils du télégraphe sous le choc de l'impact, et les fusées de détresse auraient été tirées par le navire éperonné.

##### Conséquences et réfutation

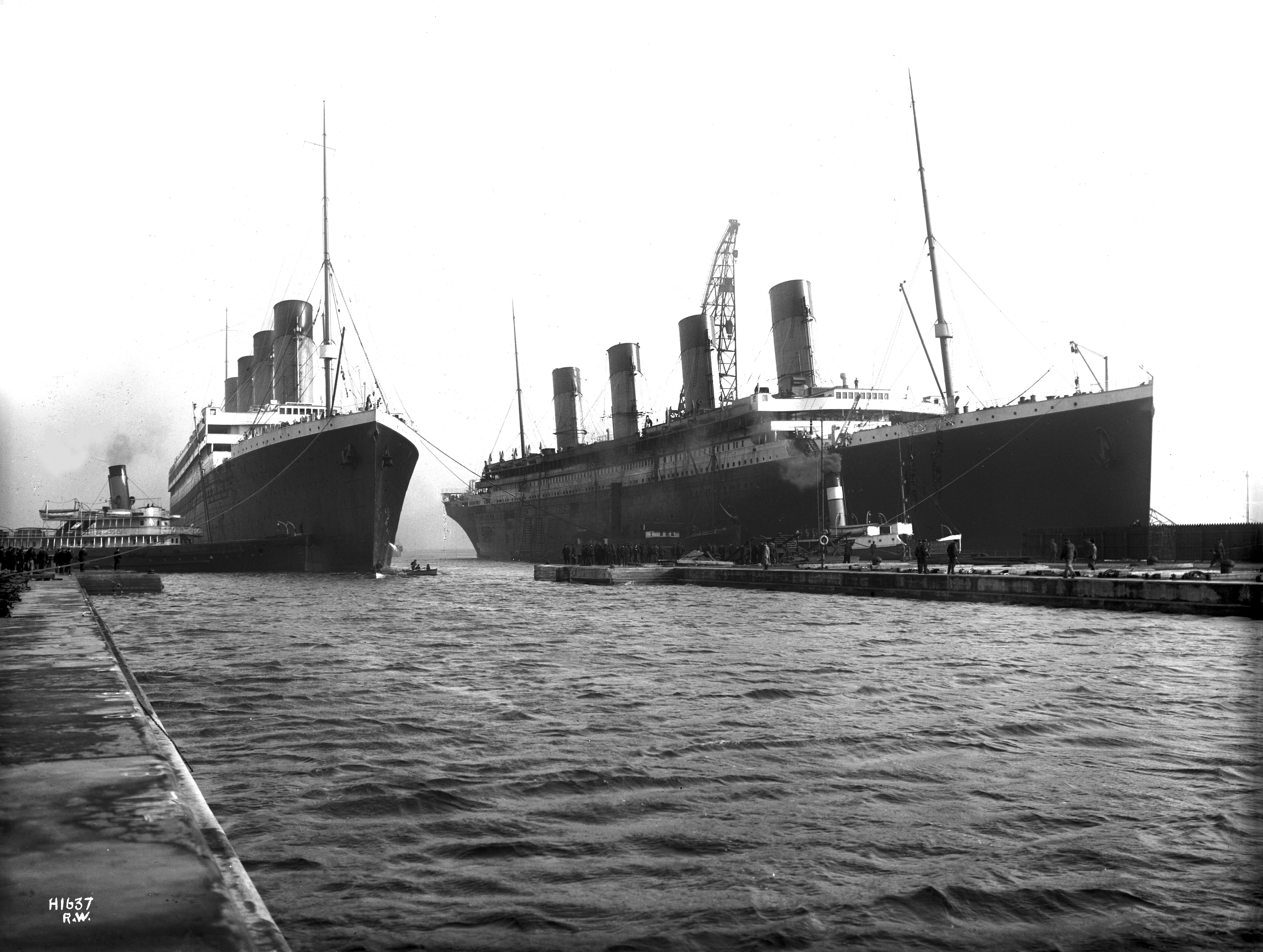
Selon Robin Gardiner, le Titanic et l’Olympic ont été intervertis dans le cadre d'une escroquerie.

La théorie de Gardiner est très médiatisée lors de sa parution, et fait des émules. Des vidéos et reportages en reprennent ainsi les points principaux. Cette montée en puissance pousse un certain nombre d'historiens spécialisés à réagir. Ainsi, en 2004, Bruce Beveridge et Steve Hall publient Titanic & Olympic : The Truth behind the Conspiracy (Titanic et Olympic : la Vérité au-delà du complot). L'historien de la marine Mark Chirnside présente pour sa part un mémoire d'une quarantaine de pages sur le sujet en 2006. La théorie suscite également des réactions d'indignation, et le site spécialisé Titanic-Titanic.com fait ainsi un parallèle entre la théorie de Gardiner et celle de la Terre plate.
Un certain nombre de points vont à l'encontre de cette théorie. Le premier est que de nombreuses pièces retrouvées sur l’épave du Titanic (notamment une hélice) portent le numéro de série du navire (401) gravé par les chantiers durant la construction du paquebot, et non celui de l’Olympic (400). Aucune trace des lettres M et P que Gardiner dit avoir vues sur l'épave n'a également été retrouvée, au contraire d'un A. Contrairement à ce que dit la théorie de l'échange, le navire qui a sombré portait bien le nom Titanic et non Olympic. Mark Chirnside note de plus une incohérence dans le raisonnement de Gardiner, qui explique pendant plusieurs pages que le nom Olympic a été effacé des cloches du navire pour ne pas éveiller les soupçons, et dit plus loin que le navire arborait encore fièrement son nom dans le port de Southampton sans que personne l'ait remarqué.
D'autre part, il n'existe aucune source signifiant que l’Olympic avait subi des dommages plus importants que ceux qui ont été signalés officiellement. Ainsi, là où Gardiner dit que les dégâts s'étendaient jusqu'à la quille du paquebot, tous les témoignages semblent s'accorder pour dire que les brèches créées par le Hawke ne touchent pas cette partie du navire. On peut enfin s'interroger sur la rentabilité de l'escroquerie, le Titanic n'étant assuré qu'aux deux tiers de sa valeur. La White Star avait par ailleurs, en 1907, prouvé qu'elle tenait à ses navires : en effet, lorsque la proue du Suevic, endommagée par des rochers, s'est avérée inutilisable, la compagnie a fait couper le tiers endommagé du navire, et construire une nouvelle proue pour son paquebot dont la carrière s'est poursuivie. Il est donc peu probable que la compagnie aurait renoncé à l’Olympic.

### Sur la Réserve fédérale américaine
Une autre théorie voudrait que le navire a été construit afin d'attirer dans un piège les principaux hommes opposés à la création de la Réserve fédérale des États-Unis (qui est effective l'année suivante), afin que leur mort la favorise. Ces trois hommes sont Benjamin Guggenheim, Isidor Straus et John Jacob Astor IV. Cette théorie du complot, ainsi que d'autres, refait surface à la suite de l'accident du submersible Titan le 18 juin 2023.

### Presse en ligne
- Hocine Bouhadjera, « Ce roman qui avait prédit le naufrage du Titanic 15 ans avant », ActuaLitté,‎ 11 août 2023 (lire en ligne, consulté le 3 septembre 2023).
- « Mystères et légendes du Titanic », L'Internaute,‎ 4 avril 2012 (lire en ligne, consulté le 10 décembre 2020).
- Étienne Dubuis, « Naufrage du « Titanic » : mystères et théories », Le Temps,‎ 6 avril 2012 (lire en ligne, consulté le 10 décembre 2020).
- Sarah Bourquenoud, « Titanic : les théories du complot », 24 Heures,‎ 16 avril 2012 (lire en ligne, consulté le 10 décembre 2020).